# Friedrich Wilhelm von Eickstedt-Peterswald

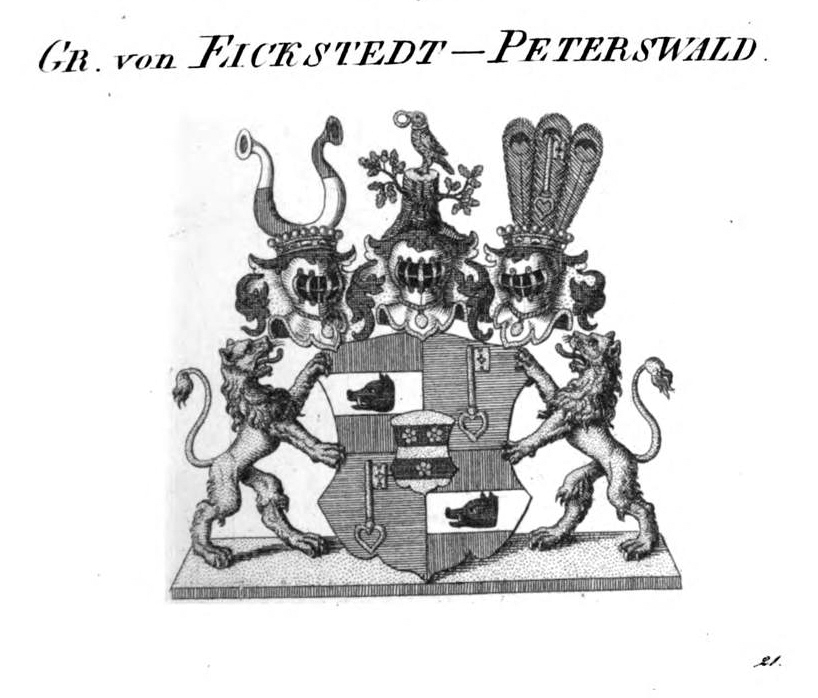
Wappen der Eickstedt-Peterswald

Friedrich Wilhelm von Eickstedt-Peterswald, ab 1753 Graf, (* 4. Dezember 1703 in Koblentz bei Stettin; † 10. April 1772 in Berlin) war königlich preußischer geheimer Staatsrat und Kriegsminister. Zudem war er „grand maitre de la garderobe“, Ritter des Johanniter-Ordens, Freimaurer, Erbkämmerer im preußischen Teil Vorpommerns sowie Schloss- und Burggesessener von Koblentz, Gellin, Lebbehn und Grambow.

## Eltern
Er war der Sohn von Friedrich Wilhelm von Eickstedt (* 15. Mai 1655; † 15. Oktober 1710) und dessen zweiter Frau Helene Juliane von Peterswald (* 10. Januar 1680; † 30. März 1751). Des Vaters erste Frau war Anna Sibylle von Stalburg (* 27. Januar 1636; † 12. Januar 1699). Diese erste Frau war bereits zweimal Witwe geworden, ihr erster Mann war der Tuchhändler Johann Martin du Fay (* 10. Mai 1632; † 22. Mai 1674), der zweite Johann Wilhelm Curtius (* 1599; † 1678) war englischer Ministerresident und Baronet. Sie brachte viel Geld in die Ehe mit und versetzte so ihren Mann in den Stand, große Güter in Pommern zu erwerben; Kinder bekam das Paar aber nicht.

## Leben
Er war sehr gebildet, hatte die Universität besucht und sich auf Reisen begeben. Er begann seine Laufbahn zunächst in hessischen Militärdiensten, bald wurde er aber Kammerherr von Kaiser Karl VII. Als sein Onkel mütterlicherseits – Karl Friedrich von Peterswald, britischer und kurhannoverscher Oberstallmeister – starb, wurde er am 24. Januar 1753 dessen Universalerbe. Er erbte die Güter Pritzler und Quassel in Mecklenburg, die er aber für 120.000 Taler verkaufte und stattdessen die Güter Klein-Wirsewitz, Klein-Potsch und Kettenborn in Schlesien erwarb.
Am 28. Januar 1753 ernannte der preußische Königs Friedrich II. ihn, seine und seines Bruders Philipp Maximilian von Eickstedt-Peterswalde (1701–1743) Nachkommen zu Grafen, zudem bekamen sie die Erlaubnis, den Namen Peterswalde zu führen. 1755 wurde er königlich preußischer geheimer Staatsrat und Kriegsminister.
Er wurde am 13. April in der Marienkirche in Berlin beigesetzt.

## Freimaurer
Friedrich Wilhelm von Eickstedt wurde 1741 als Mitglied in die Loge Aux trois globes aufgenommen und war im September 1741 in Molsdorf bei der Aufnahme von Herzog Karl Friedrich von Sachsen-Meiningen durch den amtierenden Meister vom Stuhl Gustav Adolf von Gotter, den 1. Aufseher Charles Sarry, den Logensekretär Karl David Kircheisen und den gräflich schwerinschen Kammerdiener Jérémie Millenet beteiligt.

## Familie
Er war zweimal verheiratet. Seine erste Frau war Hippolyta Dorothea von Negendank (* 4. Juli 1711; † 28. Juli 1740). Der Ehe entstammte eine Tochter:
- Sophie Helene Eleonore (* 21. Februar 1735; † 22. März 1813) ⚭ Karl August von Behr-Negendank (1714–1786), Komtur von Wietersheim

Seine zweite Frau Ernestine Karoline Friederike von Grumbkow (1718–1799) war eine Tochter des Ministers Philipp Otto von Grumbkow. Das Paar hatte folgende Kinder:
- Karoline Ottilie Friederike (* 24. Februar 1745; † 24. Februar 1808) ⚭ 1771 Carl Wilhelm Friedrich Leopold von der Recke (1746–1810)
- Philippine Juliane (* 10. August 1742; † 1824)

⚭  Ernst Friedrich von Bismarck (* 5. November 1728; † 18. Februar 1775), Schloßhauptmann von Schönhausen und Fischbeck, Rittmeister
⚭  Georg August von Wangenheim (1735–1796), Oberhofmarschall (Eltern von Georg Christian von Wangenheim)
⚭  Claus von der Decken (1742–1826), Kurator der Universität Göttingen und hannoverscher Staats- und Kabinettsminister
- Auguste Ernestine (* 7. Februar 1744; † 1773) ⚭ Wilhelm Ferdinand Thilo von Stechow (* 1735; † 21. März 1787) Drost von Esens, und Sohn von Generalmajor Christoph Ludwig von Stechow